# 5688 Kleewyck
5688 Kleewyck este un asteroid din centura principală de asteroizi.

## Descriere
5688 Kleewyck este un asteroid din centura principală de asteroizi. A fost descoperit pe 12 ianuarie 1991 la Observatorul Palomar de Eleanor Francis Helin. Asteroidul prezintă o orbită caracterizată de o semiaxă mare de 2,62 ua, o excentricitate de 0,16 și o înclinație de 4,0° în raport cu ecliptica.